# Czołg w Wejherowie
Czołg w Wejherowie – czołg-pomnik typu T-34-85, znajdujący się w Wejherowie w województwie pomorskim, w Polsce. Odsłonięty w 1970, w 2008 przeniesiony w obecne miejsce.

## Historia
Pomnik został odsłonięty 24 maja 1970, w 25. rocznicę zakończenia II wojny światowej, na pamiątkę zwycięstwa nad hitlerowskimi Niemcami. Czołgi podobnego typu brały udział w walkach o miasto w 1945. Pomnik został zbudowany z inicjatywy Miejskiego Obywatelskiego Komitetu Ochrony Pomników Walki i Męczeństwa. Miał upamiętniać żołnierzy 19. Armii, 8. Korpusu Zmechanizowanego w składzie 1. Armii Pancernej Gwardii oraz 1. Brygady Pancernej im. Bohaterów Westerplatte WP, którzy w ramach 2. Frontu Białoruskiego zdobyli miasto.
Do 2008 stał on w pobliżu skrzyżowania ówczesnej drogi krajowej nr 6 i drogi wojewódzkiej nr 218 (plac Grunwaldzki). Na betonowym postumencie umieszczono dwie metalowe tablice, z datami 1939-1945 i napisem „W 25 rocznicę zwycięstwa nad faszyzmem w hołdzie wyzwolicielom ziemi wejherowskiej”.

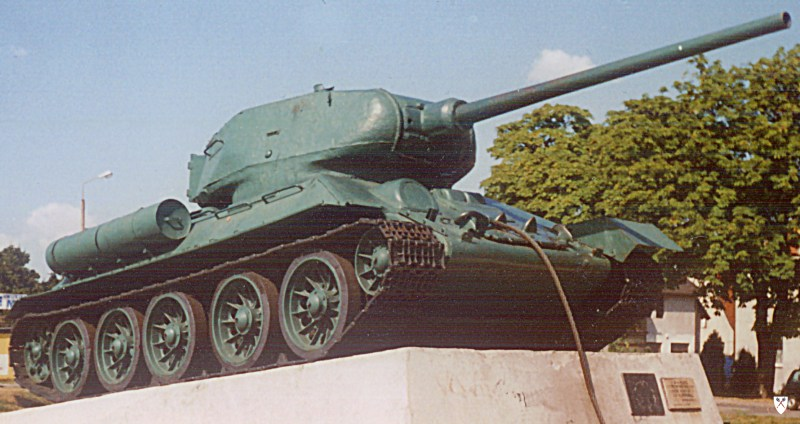
Czołg w 2004

W 2008 jeden z wejherowskich księży zaproponował, by na miejscu czołgu wybudować formę upamiętnienia ofiar zbrodni piaśnickiej. Zgodę na taki krok wydał ówczesny wojewoda pomorski, Roman Zaborowski. Początkowo planowano całkowicie usunąć czołg, ze względu na protesty mieszkańców miasto zdecydowało się na jego renowację oraz przeniesienie w 2009 w obecne miejsce, do Parku Kaszubskiego, przy ulicy Strzeleckiej.
Wymienione zostały również tablice pamiątkowe. Na mosiężnej płycie umieszczono napis: „Ku chwale wszystkich żołnierzy I Brygady Pancernej Wojska Polskiego im. Bohaterów Westerplatte biorących udział w wyzwoleniu Ziemi Wejherowskiej spod okupacji hitlerowskiej Mieszkańcy Wejherowa. Wejherowo 2009 rok”. Pod tablicą umieszczono wykaz nazwisk żołnierzy 1 Brygady Pancernej, którzy polegli w walkach o Wejherowo oraz w rejonie Białej Rzeki w marcu 1945 r.

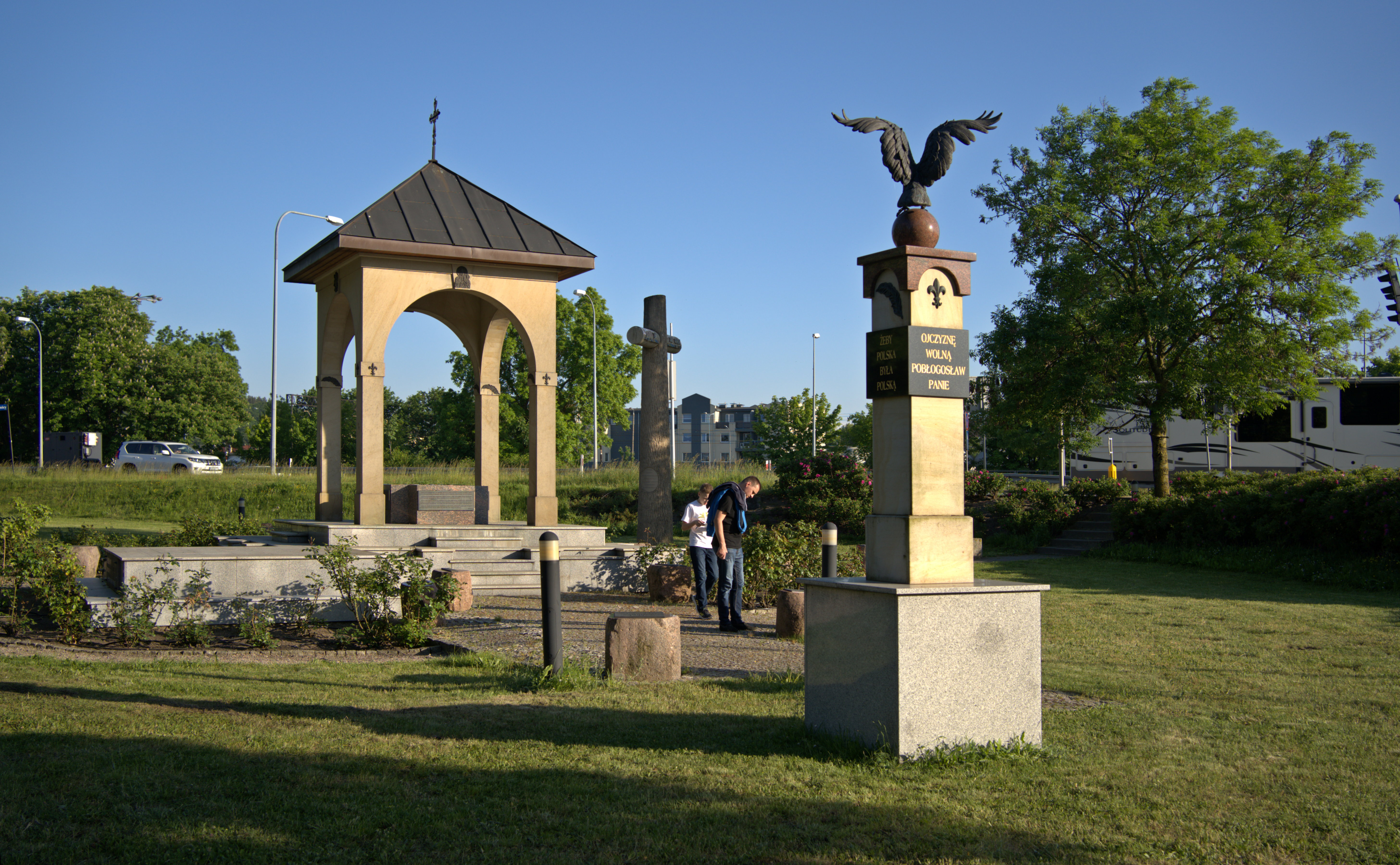
Brama Piaśnicka

18 kwietnia 2012 roku na miejscu po czołgu odsłonięto i poświęcono pomnik Brama Piaśnicka (ECCE PATRIA)
.
W 2022, po inwazji Rosji na Ukrainę, nieznany sprawca namalował na czołgu ukraińską flagę. W tym samym roku czterech radnych Wejherowa w interpelacji do władz Wejherowa zaczęło domagać się jego likwidacji. Sekretarz miasta, Bogusław Suwara, w odpowiedzi stwierdził, że nie ma powodów, by go usuwać. Przywołał słowa ks. Daniela Nowaka, że „czołg nie jest pomnikiem, ale eksponatem”.